# كيلي دونز
كيلي دونز (بالإنجليزية: Kelly Downs)‏ هو لاعب كرة قاعدة أمريكي، ولد في 25 أكتوبر 1960 في أوغدن في الولايات المتحدة.

## وصلات خارجية
- كيلي دونز على موقع دوري كرة القاعدة الرئيسي (الإنجليزية)
- كيلي دونز على موقعبيزبول رفرنس.كوم (الدوري الرئيسي) (الإنجليزية)
- كيلي دونز على موقعبيزبول رفرنس.كوم (الدوري الثانوي) (الإنجليزية)
- كيلي دونز على موقع إي إس بي إن.كوم (أم.أل.بي) (الإنجليزية)
- كيلي دونز على موقع مشجعي الرسوم البيانية (الإنجليزية)